# Steve Pikiell
Stephen Christopher Pikiell, detto Steve (Bristol, 21 novembre 1967), è un ex cestista e allenatore di pallacanestro statunitense.

## Palmarès

### Giocatore
- Campione NIT (1988)

### Allenatore
- Jim Phelan National Coach of the Year Award (2020)